# Malayepipona brunnea
Malayepipona brunnea (лат.) — вид одиночных ос рода Malayepipona (Eumeninae).

## Распространение
Китай, Тибет (Linzhi City, Medog County).

## Описание
Мелкие осы (длина около 1 см). Основная окраска буровато-чёрная с желтовато-оранжевыми отметинами. Этот вид легко отличить от всех других представителей рода Malayepipona по следующему сочетанию признаков: область вокруг ямок отчётливо вдавлена, гладкая и блестящая, ямки очевидны, наличник шире своей длины (в 1,2 раза), голова и мезосома в основном коричневые с примесью коричневых и/или жёлтых пятен, переднее крыло с тёмным пятном на вершине маргинальной ячейки и второй тергит без апикальной ламеллы. Нижнечелюстные щупики 6-члениковые, а нижнегубные состоят из 4 сегментов (формула 6,4).

## Таксономия
Таксон Malayepipona brunnea был впервые описан в 2021 году китайскими энтомологами Yue Bai, Bin Chen, Ting-Jing Li (Chongqing Normal University, Чунцин, Китай).